# Le Nègre du Narcisse
Les Enfants de la mer
Le Nègre du Narcisse (titre original : The Nigger of the Narcissus) est le troisième roman et le premier récit maritime de Joseph Conrad. Bien que le récit relève de la fiction, il n’en est pas moins nourri par certaines expériences vécues par l'auteur.

## Histoire
Publié en 1897 en feuilleton puis en volume aux éditions Heinemann au Royaume-Uni, le récit a suscité une réaction critique largement favorable et obtint un succès non négligeable.
Aux États-Unis, le roman est réintitulé The Children of the Sea, le mot « nègre » (nigger) ayant d'ores et déjà en Amérique une connotation extrêmement péjorative à l'époque de sa parution.
Il paraît dans sa première traduction en français le 26 janvier 1910 au Mercure de France, sous le titre Le Nègre du Narcisse. Mais ce titre est également modifié en 2022, pour devenir Les Enfants de la mer. Ce choix des éditions Autrement provoque quelques réactions négatives.

## Résumé
Le voilier Le Narcisse quitte le port indien de Bombay en direction de l’Angleterre, avec à son bord un équipage hétéroclite. Sous les ordres du capitaine Allistoun et de son second Baker, sont réunis notamment le vieux Singleton, l’impétueux Craik, surnommé Belfast, Donkin, marin au comportement douteux, et James Wait, le seul Noir de l’équipage, originaire de Saint-Christophe-et-Niévès.
Divers incidents viennent ponctuer la traversée : Wait tombe rapidement malade et reste confiné dans sa cabine. Au large du Cap, le navire essuie une violente tempête. L’équipage frôle la mutinerie à la suite d'une décision du capitaine. Finalement, le navire arrive à bon port. Wait meurt en vue des côtes et l’équipage se sépare.

## Évocation littéraire
Dans son ouvrage biographique Mon éducation - Un livre des rêves (1995), l'écrivain William S. Burroughs se souvient ou rêve du « passage de l'orage », et cite un passage : « ...dans toute cette troupe d'hommes transis et affamés, qui attendaient avec lassitude une mort violente, on n'entendit aucune voix ; ils restaient muets et sombrement pensifs, écoutaient les horribles imprécations de la tempête [...] »
Une citation du Nègre du Narcisse est placée en exergue du récit viatique d'Odette du Puigaudeau, Pieds nus à travers la Mauritanie 1933-1934, Paris, Phébus, "Libretto", [1936] 1992 : "Il n'est pas un lieu de splendeur ou un coin obscur de la terre qui ne mérite au moins un regard passager d'admiration ou de pitié".

## Éditions françaises
- Le Nègre du « Narcisse » - Roman, trad. Robert d'Humières, Mercure de France, 1910
- Le Nègre du « Narcisse », trad. Robert d'Humières, coll. « Blanche », éditions Gallimard, 1924[5]
- Le Nègre du « Narcisse », trad. Robert d'Humières, coll. « Succès » no 21, éditions Gallimard, 1932
- Le Nègre du « Narcisse », nouvelle traduction révisée par Maurice-Paul Gautier, dans Joseph Conrad – Œuvres, tome 1, coll. « Bibliothèque de la Pléiade », éditions Gallimard, 1982  (ISBN 9782070110032)
- Le Nègre du « Narcisse », trad. Robert d'Humières révisée par Maurice-Paul Gautier, coll. « L'Imaginaire », éditions Gallimard, 1983  (ISBN 9782070250417), 168 p.
- Le Nègre du « Narcisse », dans Joseph Conrad – Au cœur des ténèbres et autres écrits, coll. « Bibliothèque de la Pléiade », éditions Gallimard, 2017  (ISBN 9782072735455)